# Бучучану-Ботез, Тамара
Тамара Бучучану-Ботез (рум. Tamara Buciuceanu-Botez; 10 августа 1929 — 15 октября 2019) — румынская актриса театра и кино, также телеведущая. Народная артистка Молдавии (2016).

## Биография
Родилась 10 августа 1929 года в Бендерах, ныне Республика Молдова.

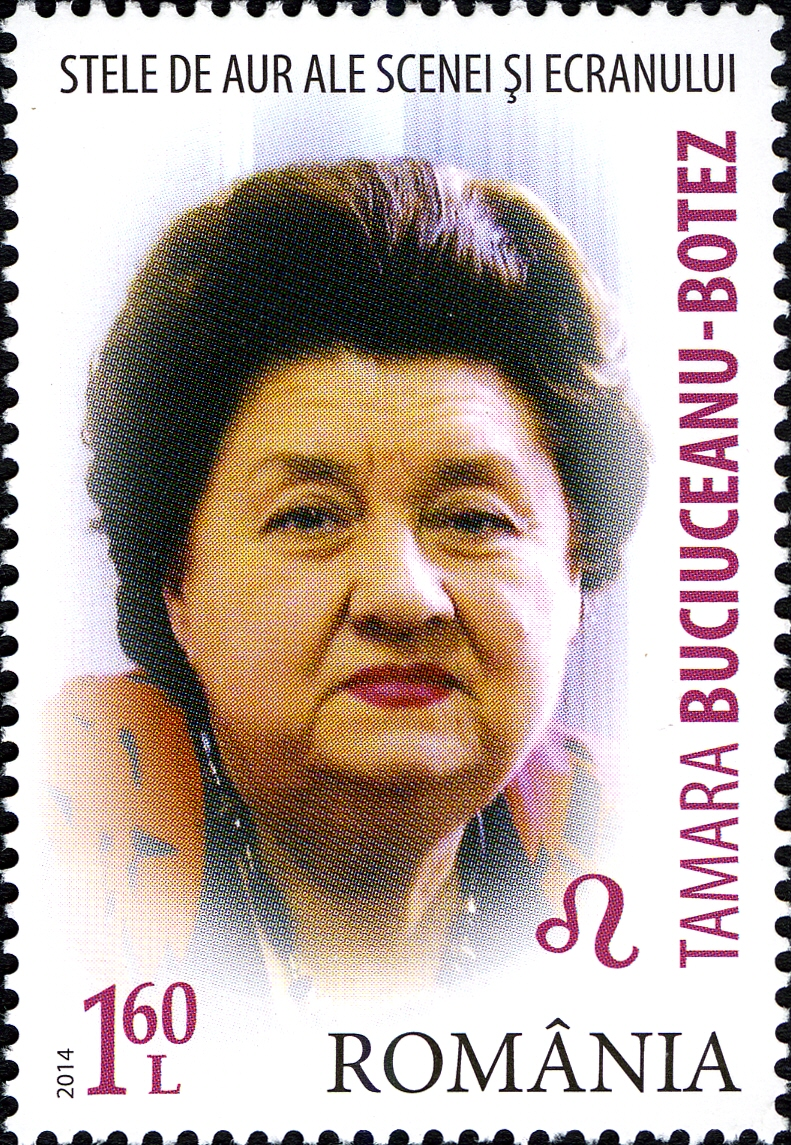
Бучучану-Ботез на почтовой марке

В 1948—1951 годах обучалась в Театральном институте в Яссах; будучи на четвёртом курсе, перевелась в Бухарест в Институт театрального искусства (ныне Национальный университет театра и кино «И. Л. Караджале». Обучалась у профессоров Nicolae Bălțățeanu и Sorana Coroamă-Stanca. Учёбу окончила в 1952 году.
Бучучану-Ботез — одна из самых успешных румынских актрис 1960-х — 2000-х годов, работала в театре «Одеон» в Бухаресте. Также снималась во многих румынских художественных фильмах.
23 октября 2014 года на церемонии, которая состоялась в замке Пелеш города в Синая, актриса была удостоена от Королевского Дома ордена Короны Румынии 4-й степени (офицер), получив его из рук короля Михая I и принцессы Маргариты.
Тамара Бучучану-Ботез была замужем с 1962 года за врачом-анестезиологом Alexandru Botez (умер в 1996 году), детей у неё не было.
При жизни актрисы, в 2014 году, в её честь была выпущена почтовая марка Румынии.

## Творчество

### Фильмография
Снялась в художественных фильмах (на румынском языке):
- Titanic vals (1964)
- Vegetarian (1973)
- Mama (1976)
- Ultimele zile ale verii (1976)
- Premiera (1976)
- Serenadă pentru etajul XII (1976)
- Vis de ianuarie (1978)
- Melodii, melodii (1978)
- Ion: Blestemul pământului, blestemul iubirii (1979)
- Cântec pentru fiul meu (1980)
- Alo, aterizează străbunica!.. (1981)
- De ce trag clopotele, Mitică? (1981)
- Grăbește-te încet (1981)
- Înghițitorul de săbii (1981)
- Șantaj (1981)
- Prea tineri pentru riduri (1982)
- Bocet vesel (1983)
- Declarație de dragoste (1985)
- Cuibul de viespi (1986)
- Liceenii (1986)
- Primăvara bobocilor (1987)
- Punct și de la capăt (1987)
- Extemporal la dirigenție (1988)
- Liceenii Rock’n’Roll (1991)
- Liceenii în alertă (1993)
- Paradisul în direct (1994)
- Sexy Harem Ada-Kaleh (2001)
- Nunta mută (2008)
- Toată lumea din familia noastră (2012)

## Награды
- Кавалер ордена Звезды Румынии (2014 год)[7].
- Кавалер ордена «За верную службу» (1 декабря 2000 года)[8].
- Орден Короны Румынии 4-й степени (2014 год).
- Народная артистка Молдавии (9 июня 2016 года, Молдавия) — в знак глубокой признательности особых заслуг в продвижении театрального и кинематографического искусства, за долголетнюю плодотворную творческую деятельность и значительный вклад в развитие культурных отношений между Румынией и Республикой Молдова[9].
- Почётный гражданин Бухареста (13 ноября 2001 года)[10].